# 航空母艦打擊群

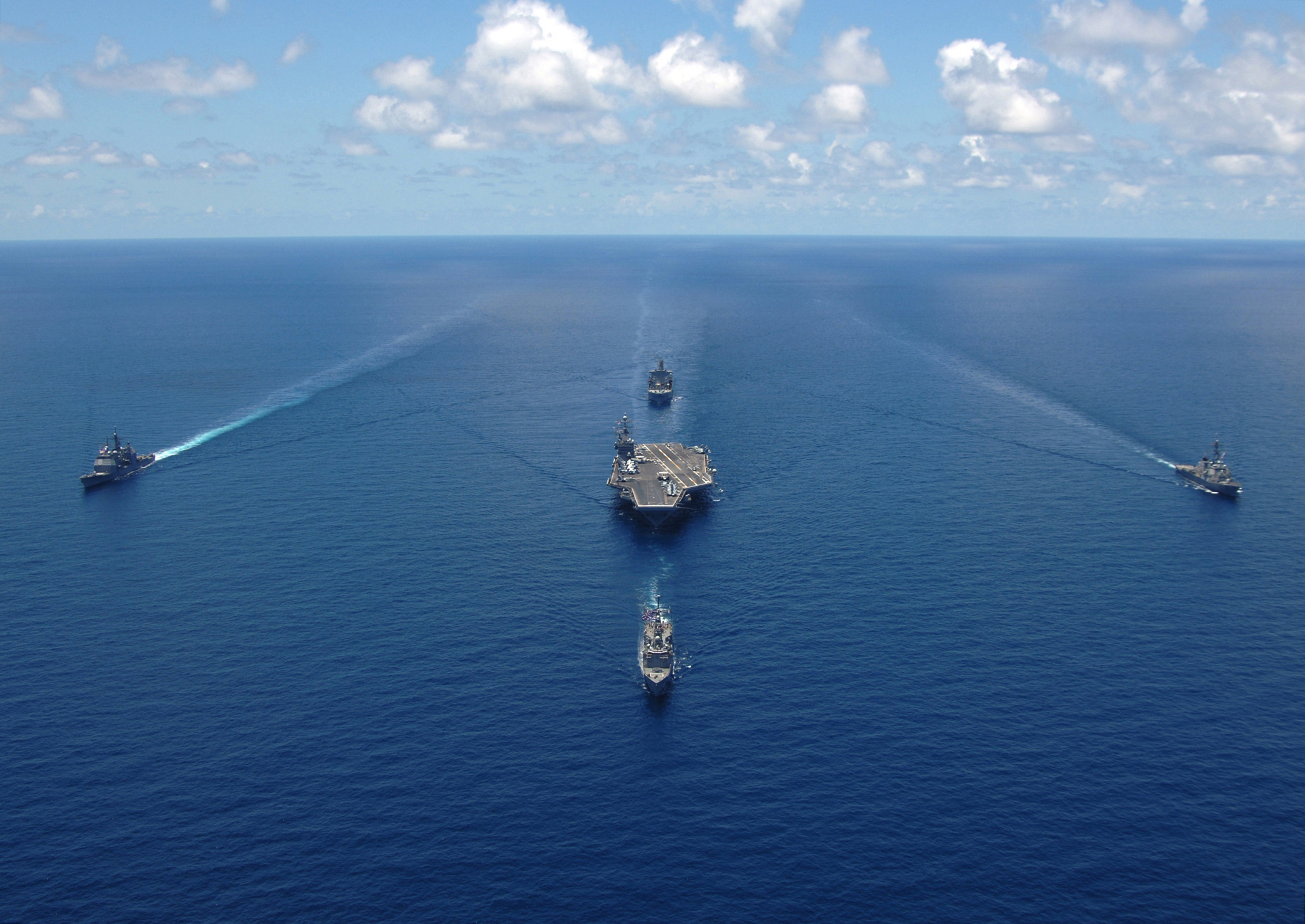
美國海軍喬治·華盛頓號航空母艦打擊群

航空母艦打擊群 （英語：carrier strike group，簡稱CSG）是美國海軍軍事單位之一，由約7500軍事人員組成，打擊群包括一艘航空母艦、至少一艘巡洋艦，一支驅逐艦隊（最少兩艘驅逐艦或巡防艦）及一支航空母艦飛行大隊。
航空母艦打擊群也可能同時含有核子動力潛艇、兩棲攻擊艦及補給艦。航空母艦打擊群的指揮官一般直屬於該水域的編號艦隊，並通過其向指定陸上或海上目標，進行戰鬥、戰術及戰略攻擊任務。

## 現有航空母艦打擊群
| 航空母艦打擊群                    | 現任航空母艦                                            | 艦載機大隊     | 驅逐艦戰隊     | 母港             | 備註                        |
| --------------------------------- | ------------------------------------------------------- | -------------- | -------------- | ---------------- | --------------------------- |
| 航空母艦打擊群 1 （前稱CarGru 1） | USS卡爾文森號航空母艦（CVN-70）                         | 第17艦載機大隊 | 第1驅逐艦戰隊  | 北岛海军航空站   | [ 2 ] [ 3 ]                 |
| 航空母艦打擊群 2 （前稱CarGru 2） | USS喬治·H·W·布希號航空母艦（CVN-77）                    | 第8艦載機大隊  | 第22驅逐艦戰隊 | 诺福克海军基地   | [ 4 ]                       |
| 航空母艦打擊群 3 （前稱CarGru 3） | USS约翰·C·斯坦尼斯号航空母舰（CVN-74）                  | 第9艦載機大隊  | 第21驅逐艦戰隊 | 基察普海军基地   | [ 5 ]                       |
| 航空母艦打擊群 5 （前稱CarGru 5） | USS隆納德·雷根號航空母艦（CVN-76）                      | 第5艦載機大隊  | 第15驅逐艦戰隊 | 橫須賀海軍設施   | [ 6 ]                       |
| 航空母艦打擊群 8 （前稱CarGru 8） | USS德怀特·D·艾森豪号航空母舰（CVN-69）                  | 第7艦載機大隊  | 第28驅逐艦戰隊 | 诺福克海军基地   | [ 7 ] [ 8 ]                 |
| 航空母艦打擊群 9 （前稱CCDG 3）   | USS喬治·華盛頓號航空母艦（CVN-73）                      | 第2艦載機大隊  | 第9驅逐艦戰隊  | 圣迭戈海军基地   | [ 9 ] [ 10 ]                |
| 航空母艦打擊群 10 （前稱CCDG 2）  | USS哈利·S·杜鲁门号航空母舰（CVN-75）                    | 第3艦載機大隊  | 第26驅逐艦戰隊 | 诺福克海军基地   | [ 11 ] [ 12 ]               |
| 航空母艦打擊群 11 （前稱CCDG 5）  | USS尼米茲號航空母艦（CVN-68）                           | 第11艦載機大隊 | 第23驅逐艦戰隊 | 艾佛雷特海軍基地 | [ 13 ]                      |
| 航空母艦打擊群 12 （前稱CCDG 8）  | USS西奧多·羅斯福號航空母艦（CVN-71） （RCOH 2009-2013） | 第1艦載機大隊  | 第2驅逐艦戰隊  | 诺福克海军基地   | [ 14 ] [ 15 ] [ 16 ] [ 17 ] |

## 已取消的航空母艦打擊群
航空母艦打擊群4在2004轉為大西洋打擊訓練群。
航空母艦打擊群6，2004重組不過現已取消。
航空母艦打擊群15已取消並將母艦轉為航空母艦打擊群7
航空母艦打擊群7因為經費問題縮減於2011解除合併入航空母艦打擊群9。

## 飛行大隊
海軍的飛行大隊（Carrier Air Wing）與海軍陸戰隊的飛行大隊（Marine Aircraft Group）及空軍大隊（Group）同級，與空軍聯隊（Wing）不同級。
現有的航空母艦飛行大隊包括8支中隊及1支分遣隊：
- 4支戰鬥機中隊
  - 4支F/A-18中隊或3支F/A-18中隊及1支F-35中隊
  - 每隊10架F/A-18E/F超級大黃蜂式打擊戰鬥機
  - 每隊14架F-35C閃電II戰鬥機
- 1支電子戰鬥機中隊，配備7架EA-18G咆哮者電子作戰機
- 1支預警機中隊，配備4至5架E-2空中預警機
- 1支海洋作戰直升機中隊，配備8架MH-60S海鷹
- 1支海上打擊直升機中隊，配備11架MH-60R海鷹，其中3至5架位於護航艦隊
- 1支艦隊物流支援中隊分遣隊，配備2架C-2灰狗式運輸機或4架V-22魚鷹式傾斜旋翼機

美國海軍共有2支艦隊物流支援中隊，執行到舰補給任務（Carrier onboard delivery）。每艘航空母艦搭載由2架運輸機組成的分遣隊一同出海。艦隊物流支援中隊將會改用魚鷹傾斜旋翼機，讓運輸機也可以停泊在兩棲戰艦及補給艦上，提升工作效率。

## 更多參考
- Brown, Richard A. . Newport, Rhode Island: Naval War College. 13 February 1998  [2020-12-29]. ADA348468. （原始内容 (URL)存档于2016-03-03）. Final report
- Goure, Daniel. . Early Warning Blog, Lexington Institute. Defence Professionals (DefPro.news). 6 January 2011  [2011-01-08]. （原始内容存档于2013-01-21）.
- Gordon, IV, John; Peter A. Wilson, John Birkler, Steven Boraz, Gordon T. Lee.  (PDF). Alexandria, Virginia: Center for Naval Analyses. 2006  [2012-02-12]. RB-9185-NAVY. （原始内容存档于2021-02-27）.
- Jewell, Angelyn; Maureen A. Wigge, Colleen M. K. Gagnon, Lawrence A. Lynn, et al.  (PDF). Alexandria, Virginia: Center for Naval Analyses. April 1998  [2020-12-29]. CRM 97–111.10. （原始内容 (PDF)存档于2011-09-27）.
- Lambeth, Benjamin S.  (PDF). Santa Monica, California: RAND Corporation. 2005  [2012-01-12]. ISBN 0-8330-3842-7. MG-404-NAVY. （原始内容存档 (PDF)于2021-03-09）.
- Morua, Michael L.  (PDF). Gaithersburg, Maryland: National Institute of Standards & Technology. 21 March 2000  [2010-10-28]. ADA376409. （原始内容存档 (PDF)于2012-12-01）. |journal=被忽略 (帮助)
- Rubel, Robert C. Rubel. . Naval War College Review. Autumn 2011, 64 (4): 13–27  [2012-03-20]. （原始内容存档于2012-01-27）.

## 參閲
- 遠征打擊群（英语：Expeditionary strike group）(ESG)
- 兩棲預備群（英语：Amphibious ready group）(ARG)

## 外部參考
- Carrier strike group （页面存档备份，存于） – GlobalSecurity.org